# ガバメイツ
株式会社ガバメイツ（英称：Govemates, inc）は、愛媛県松山市三番町に本社を置く企業。BPRによる自治体DX支援事業や自治体DX支援のためのソフトウェア開発事業などを行っている。

## 概要
「自治体の革新を支援し、地域間格差のない社会を創る」というミッションのもと、株式会社チェンジとコニカミノルタパブリテック株式会社との合弁会社として2022年3月に設立された。
愛媛県は平成の大合併で自治体数が20に集約されてシステムの標準化やデータの共同利用の推進を実現するのに成果を出しやすい環境である事や中村時広愛媛県知事が愛媛県のDX化にコミットしている事から愛媛県松山市に本社が設置される事となった。

## 沿革
- 2022年3月 - 「株式会社ガバメイツ」設立。
- 2023年11月 - 大日本印刷・電通国際情報サービス・アルティウスリンク・RPAテクノロジーズと中小規模の自治体向けに業務改革支援サービスを開発・提供する基本合意を締結[2]。
- 2024年1月 - 愛媛県今治市に紙の書類をデータ化するデータクレンジングセンターを開設[3]。
- 2024年3月 - コニカミノルタパブリテック株式会社の株式譲渡により、株式会社チェンジホールディングスの完全子会社に[4]。